# Институт Циндао
Институт Циньдао (кит. 青岛理工大学琴岛学院) находится в г. Циндао (пров. Шаньдун, Китай).

## История
Институт Циньдао был основан как Институт Циндаоского технологического университета, впоследствии получил право на самоуправление.
В Институте Циньдао обучается более 16900 студентов, профессорско-преподавательский состав — 863 человека, общая численность сотрудников — более 2000 человек. Площадь территории Института составляет 700 тыс. м², здания занимают площадь около 519 тыс. м².
На территории институтского кампуса расположены все учебные корпуса и лаборатории, общежития (в том числе и общежитие иностранных студентов, фитнесс-центр, бассейн, стадион, спортивные площадки, библиотека и читальный зал, Центр межкультурных коммуникаций, Центр студенческой активности, база для прохождения производственной практики).

## Курсы китайского языка для иностранных студентов
- Краткосрочные летние курсы
- Семестровые и годовые программы изучения китайского языка

## Бакалавриат

### Факультеты
- Факультет гражданского строительства
- Механико-машиностроительный факультет
- Архитектурный факультет
- Факультет вычислительной техники
- Факультет бизнеса и экономики
- Факультет бухгалтерского учета и аудита
- Факультет дизайна
- Факультет иностранных языков

### Специальности
- Проектирование и производство механизмов и автоматизация
- Формовка материалов и техника контроля
- Электротехника и её автоматизация
- Гражданское строительство
- Транспортное строительство
- Управление проектами
- Архитектура
- Мультипликация
- Дизайн среды
- Проектирование средств визуальной коммуникации
- Градостроительное проектирование
- Электронно-информационная инженерия
- Разработка программного обеспечения
- Электронно-информационная наука и техника
- Управление информацией и информационные системы
- Компьютерная наука и техника
- Проектирование сетей
- Бухгалтерский учёт
- Аудит
- Финансовый менеджмент
- Менеджмент в логистике
- Маркетинг
- Международная экономика и торговля
- Английский язык
- Деловой английский язык
- Китайский язык (Китайский как иностранный)
- Французский язык
- Немецкий язык

## Международное сотрудничество
- Soon Chun Hyang University (South Korea)
- Kangwon national University (South Korea)
- Kyungdong University (South Korea)
- Silla University (South Korea)
- Daewon University (South Korea)
- Sangji University (South Korea)
- Konyang University (South Korea)
- Plekhanov Russian University of Economics (Russian Federation)
- Kuban State University (Russian Federation)
- Indira Gandhi National Open University (India)
- The University Of Jember (Indonesia)
- Gunadarma University (Indonesia)
- Nara Sangyo University (Japan)
- Nara University (Japan)
- Nakhon Phanom University (Thailand)
- The University Of Social Sciences And Humanities Of Ho Chi Minh City (Vietnam)
- University of New England (Australia)
- University Of Southern Queensland (Australia)
- University Of California,Riverside (USA)
- Dixie Statecollege Of Utah (USA)
- University Of South Alabama (USA)
- Hong Kong Baptist University (HK)
- University of Malaya (Malaysia)
- Niagara College (Canada)